# Davon Jefferson
Davon Jefferson (Lynwood, 3 novembre 1986) è un cestista statunitense.

## Palmarès
- Coppa Intercontinentale: 1

Guaros de Lara: 2016
- Coppa d'Ucraina: 1

Budivelnyk Kiev: 2021